# Microgonia alcimaria
Microgonia alcimaria là một loài bướm đêm trong họ Geometridae.